# 1961 à Terre-Neuve-et-Labrador
Chronologie de Terre-Neuve-et-Labrador
- 1957
- 1958
- 1959
- 1960
- 1961
- 1962
- 1963
- 1964
- 1965

Cette page concerne des événements d'actualité qui se sont produits durant l'année 1961 dans la province canadienne de Terre-Neuve-et-Labrador.

## Politique
- Premier ministre : Joseph Smallwood
- Chef de l'Opposition :
- Lieutenant-gouverneur :
- Législature :

## Naissances
- Margaret-Ann Blaney née en 1961 [1] à Corner Brook est une ancienne journaliste et femme politique canadienne. Elle a été députée progressiste-conservatrice de Rothesay à l'Assemblée législative du Nouveau-Brunswick de 1999 à 2012. Elle a occupé plusieurs postes de ministre dans le gouvernement de Bernard Lord. Elle est cheffe de la direction d'Efficacité Nouveau-Brunswick depuis le 4 juin 2012[2].